# Irregularia
Infra-classe
Les Irregularia sont une infra-classe d'oursins de la sous-classe Euechinoidea. Ce sont des oursins « irréguliers », ne respectant pas la symétrie radiale propre au groupe. Parmi leurs autres caractéristiques, on note un mode de vie souvent endogée (animaux vivant enfouis dans le sédiment), des piquants souvent modifiés en tapis de courtes épines semblables à des poils, et un appareil buccal adapté à l'ingestion de sédiment.

## Caractéristiques
Ce clade comporte des oursins « irréguliers », c'est-à-dire qu'au lieu de se limiter à un haut et un bas avec une symétrie radiale, ils possèdent un avant et un arrière, délimitant une symétrie bilatérale. Ainsi, le périprocte (anus) est généralement déporté de l'apex (sommet) où il se situe chez les oursins réguliers, et forme donc un axe antéro-postérieur suivant une symétrie bilatérale (contre la symétrie pentaradiale habituelle chez les échinodermes). L'anus peut ainsi se retrouver au voisinage de la bouche chez certaines espèces, alors que le madréporite et les pores génitaux demeurent situés au sommet de la face aborale. Le péristome (bouche) est parfois lui aussi déporté vers l'avant, éventuellement élargi et souvent aidé de sillons buccaux voire de podia modifiés en tentacules buccaux à la manière des holothuries ; la lanterne d'Aristote est souvent absente, ou modifiée en moulin à sable plat. Sauf chez les groupes les plus basaux, le test a perdu sa forme globulaire pour devenir soit ovoïde (comme chez les Atelostomata) soit aplati (Clypeasteroida, souvent discoïdes). Les radioles (piquants) se sont généralement modifiées pour former un tapis de fins piquants très mobiles permettant une excellente progression dans le sable (la plupart des espèces sont fouisseuses et vivent enterrées dans le sédiment) ainsi que l'acheminement de la nourriture vers la bouche : les radioles des faces orale et aborale sont ainsi souvent très différentes. Sur la face aborale, le test est généralement orné d'une « fleur » à 5 pétales, qui sont en fait les ambulacres.

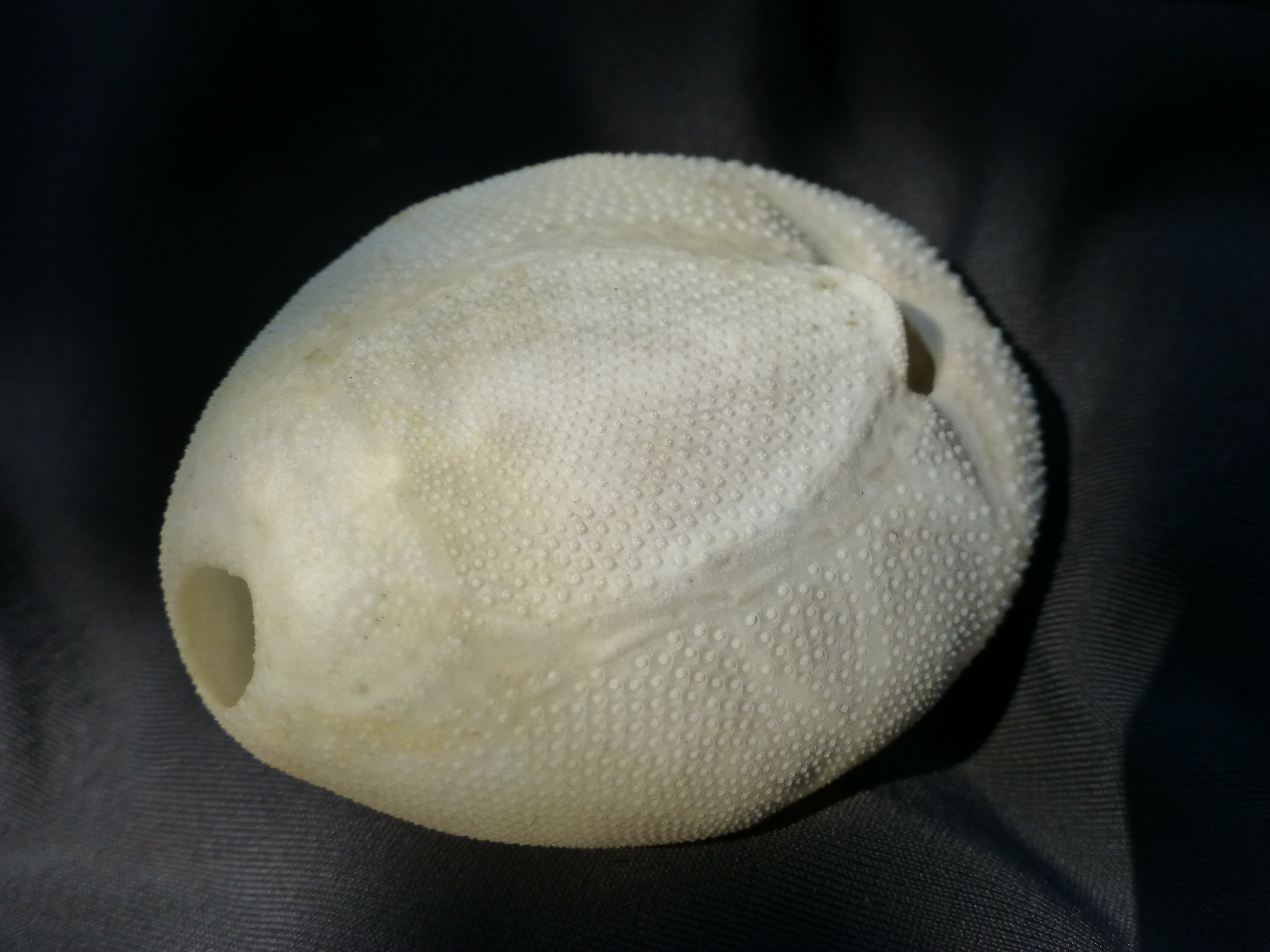
test de spatangoïde (face orale) : la bouche est à droite et l'anus à gauche.
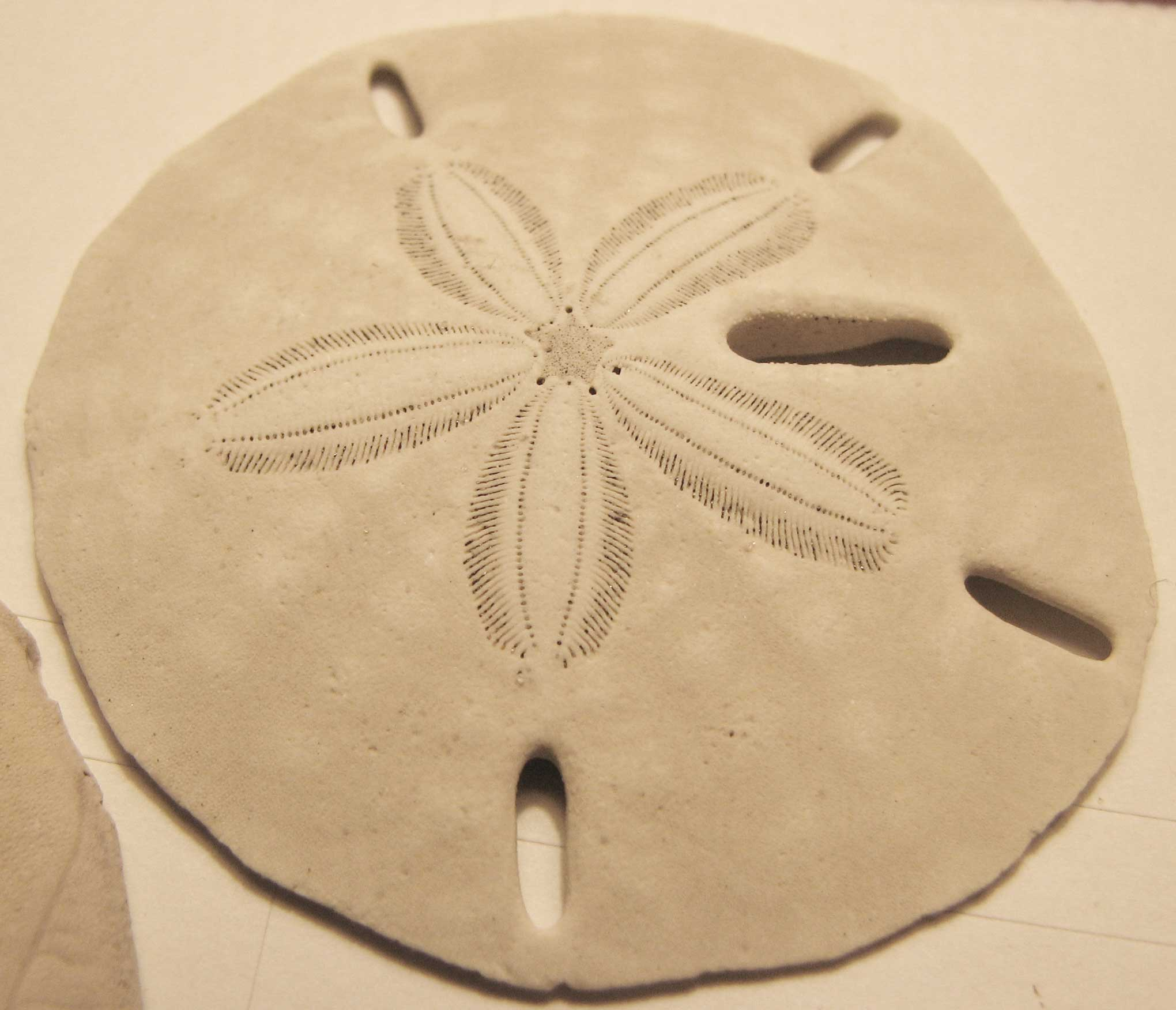
test de Mellita quinquiesperforata.
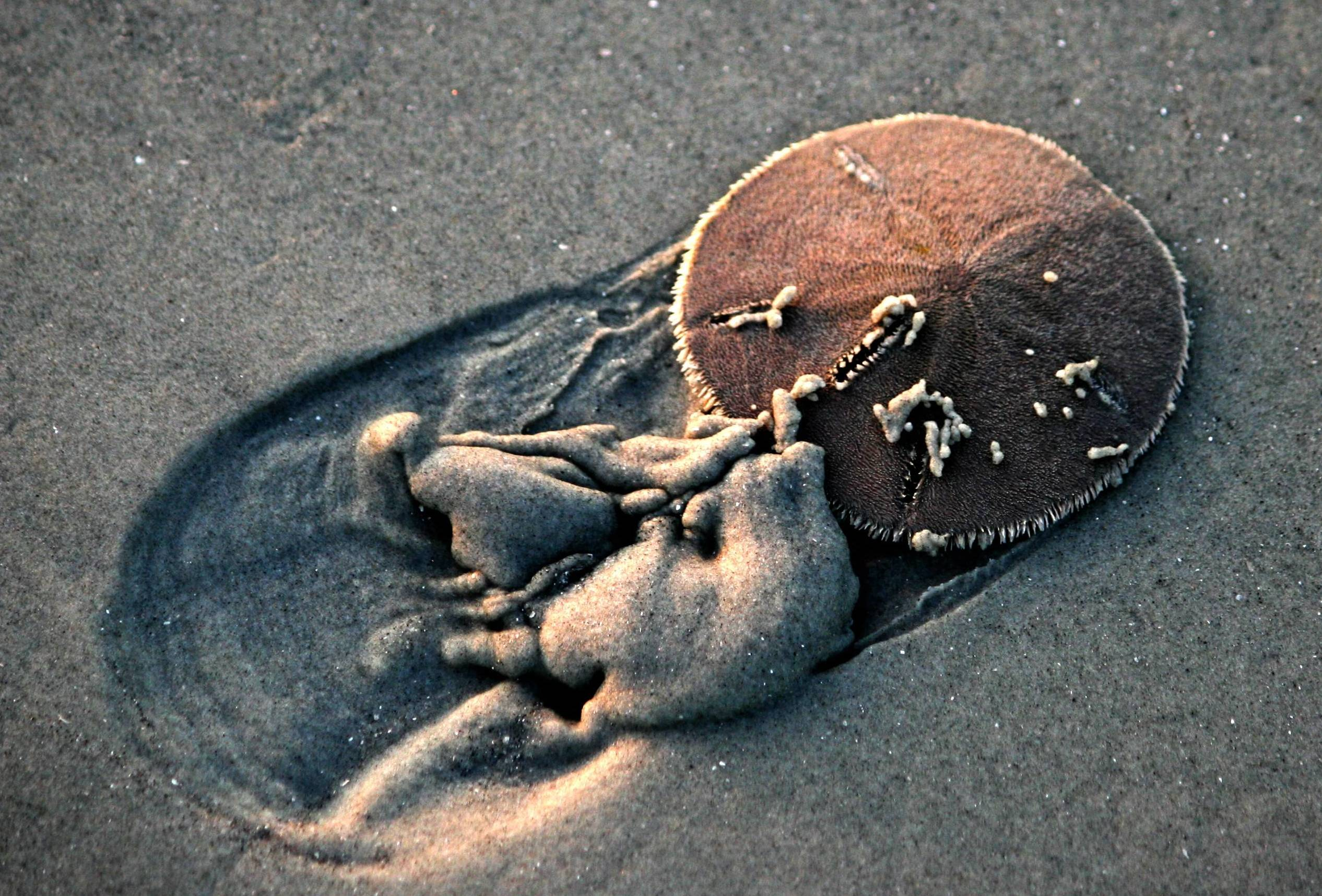
Un « dollar des sables » dans son environnement.
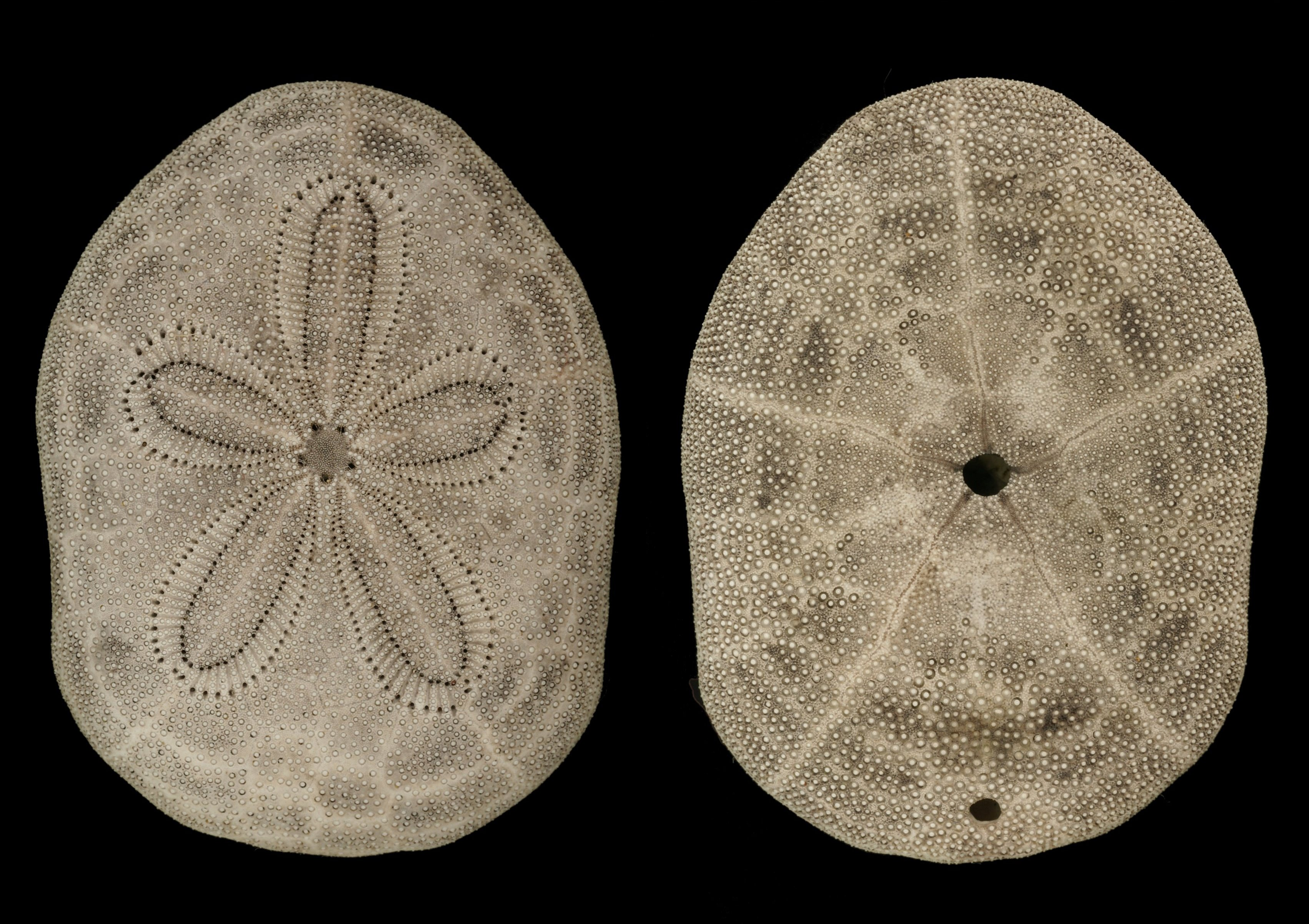
Clypeaster reticulatus (famille des Clypeasteridae).

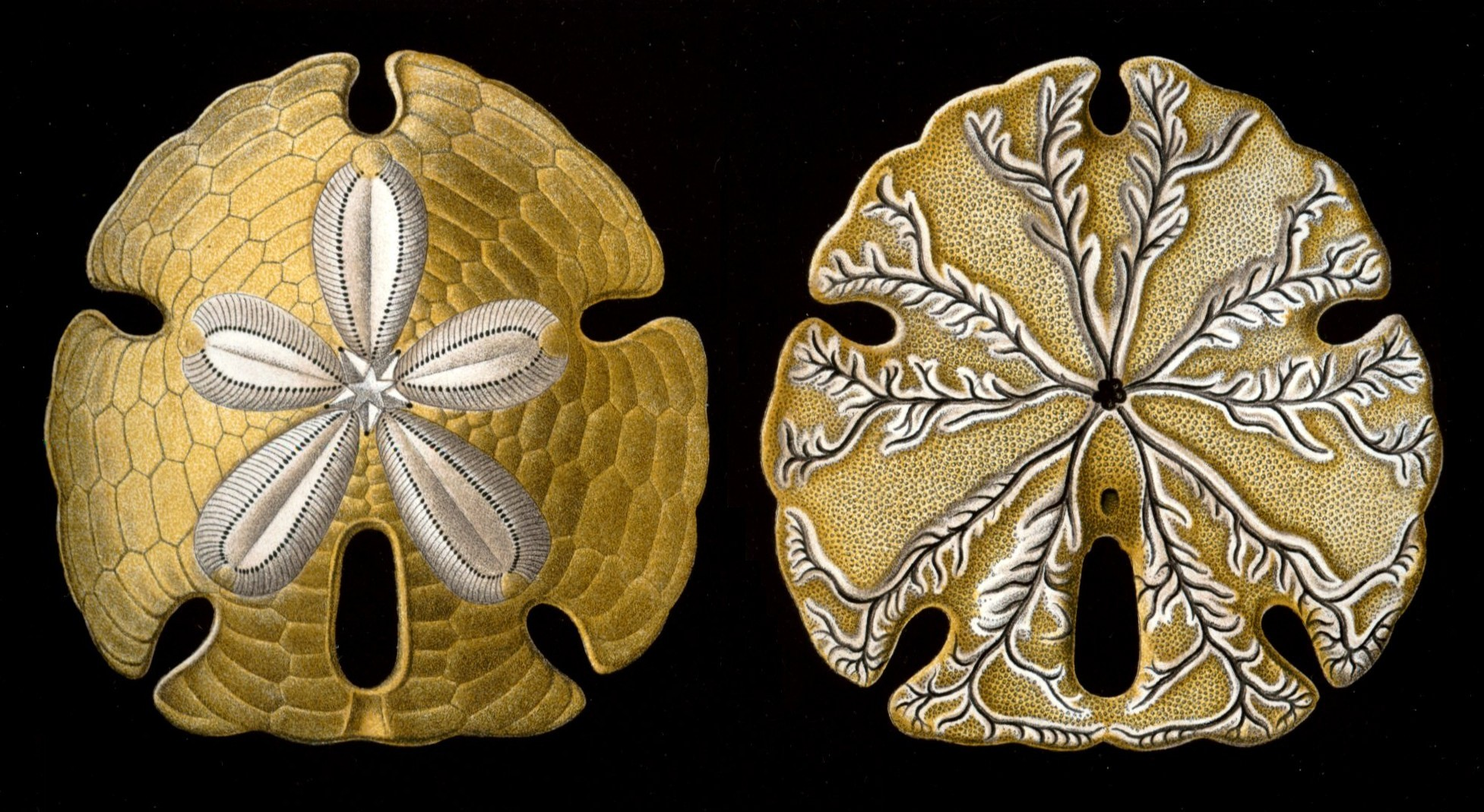
Encope emarginata (face aborale et face orale) dessinée par Ernst Haeckel dans les Formes artistiques de la nature (1904).
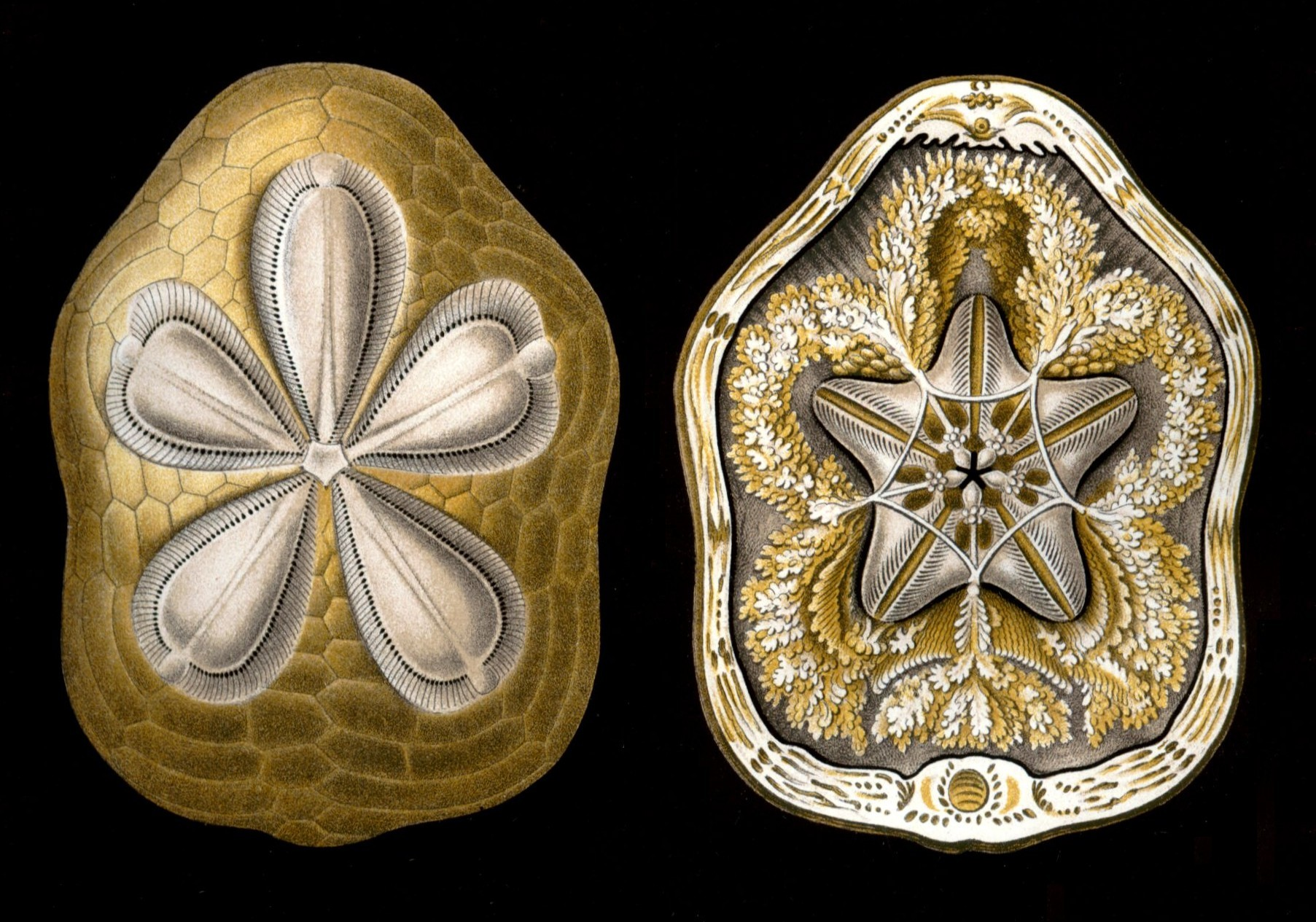
Clypeaster rosaceus (face aborale et vue supérieure en tranche), ibid.
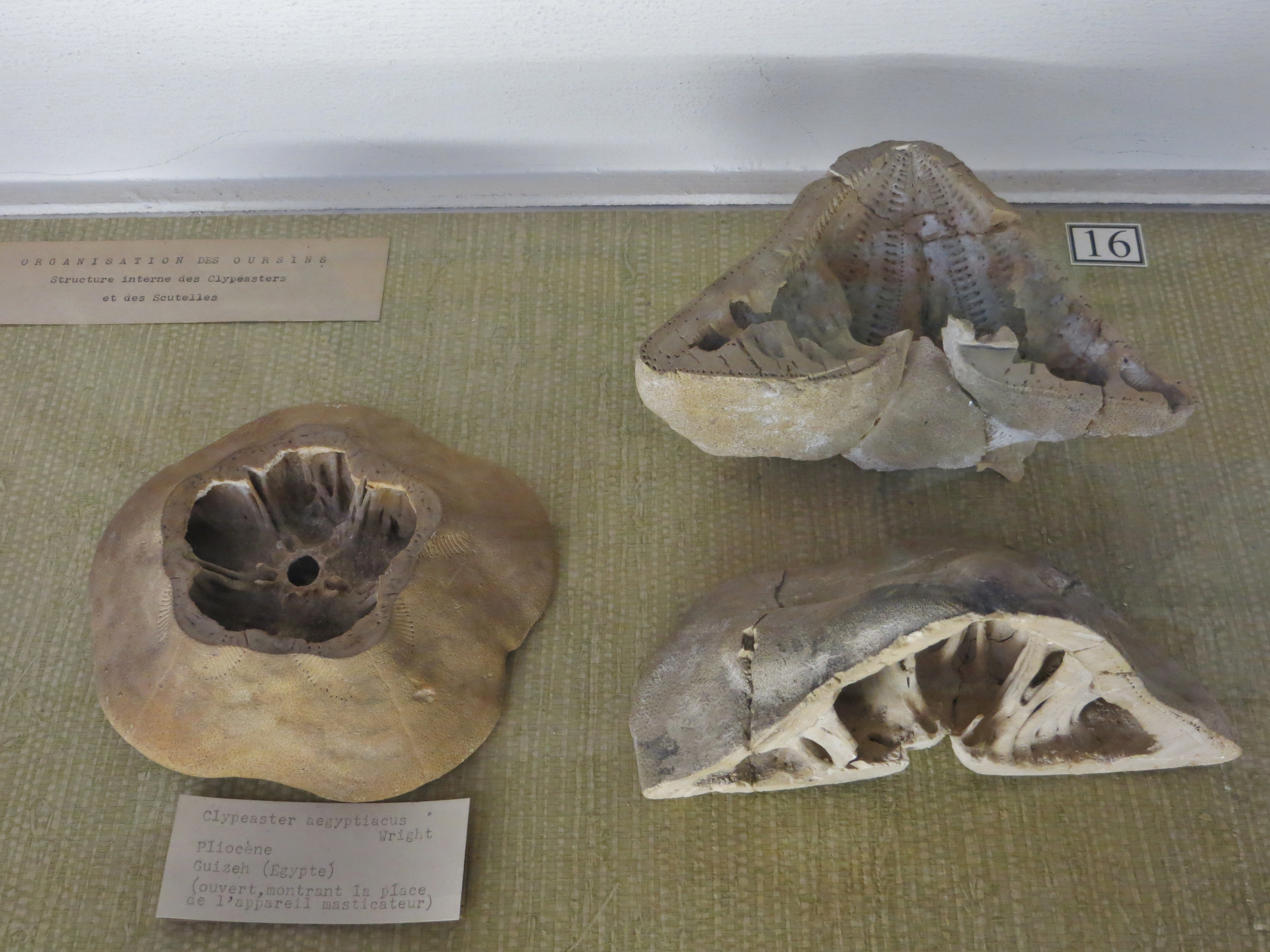
Différentes coupes de Clypeaster aegypticus, montrant les cloisons et piliers qui assurent la solidité du test.
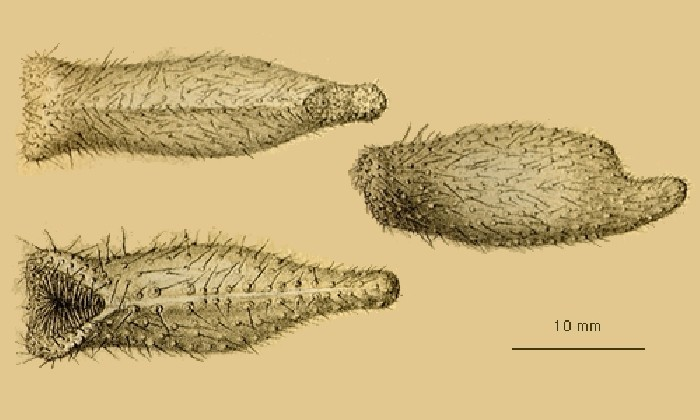
Certains oursins abyssaux très dérivés ont des formes étonnantes, comme cet Echinosigra amphora.

## Histoire évolutive

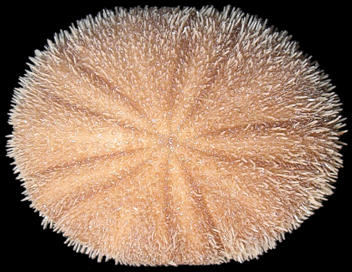
Echinoneus cyclostomus, un oursin irrégulier relativement basal, conservant une forme arrondie avec un système apical central (mais l'anus migré sur la face orale).

À partir des oursins réguliers (formes hémisphériques centrées), se sont progressivement différenciés au Jurassique inférieur (Pliensbachien) un groupe d'oursins irréguliers (à symétrie bilatérale) dont la radiation correspond avant tout à une évolution du régime alimentaire.
Les réguliers ancestraux possédaient une lanterne d'Aristote et se nourrissaient en broutant le substrat eu-dessous d'eux. Les premiers irréguliers prélevaient des particules sédimentaires pour se nourrir, mais possédaient encore une lanterne (comme les Echinoneoida). Les irréguliers les plus dérivés modifièrent ou perdirent la lanterne et devinrent laboureurs, voire fouisseurs, se nourrissant en prélevant les particules nutritives dans le sédiment, qu'ils filtrent à l'aide de podia modifiés entourant la bouche (comme les Spatangoida). Au Paléocène, certains irréguliers dérivés restaurent l'utilisation d'une lanterne (les Clypeasteroida), mais transformée en moulin à sable aplati, utilisé pour écraser les particules sableuses et les nutriments apportés par les pieds ambulacraires et les radioles modifiées en tapis.
Ce groupe comporte encore de nombreuses espèces abondantes à l'heure actuelle, dont les fameux oursins plats appelés « sand dollars » (dollars des sables).
Le mode de vie fouisseur de ces oursins, leur abondance et le fait qu'ils vivent dans des milieux calmes permettent une excellente préservation de leurs restes après leur mort : ce sont donc des fossiles extrêmement abondants (parmi les fossiles complets les plus courants du Jurassique et du Crétacé pour les grands fonds meubles), et dont l'histoire évolutive et la paléo-phylogénie sont très bien connues par rapport à d'autres clades d'oursins.

## Écologie et comportement

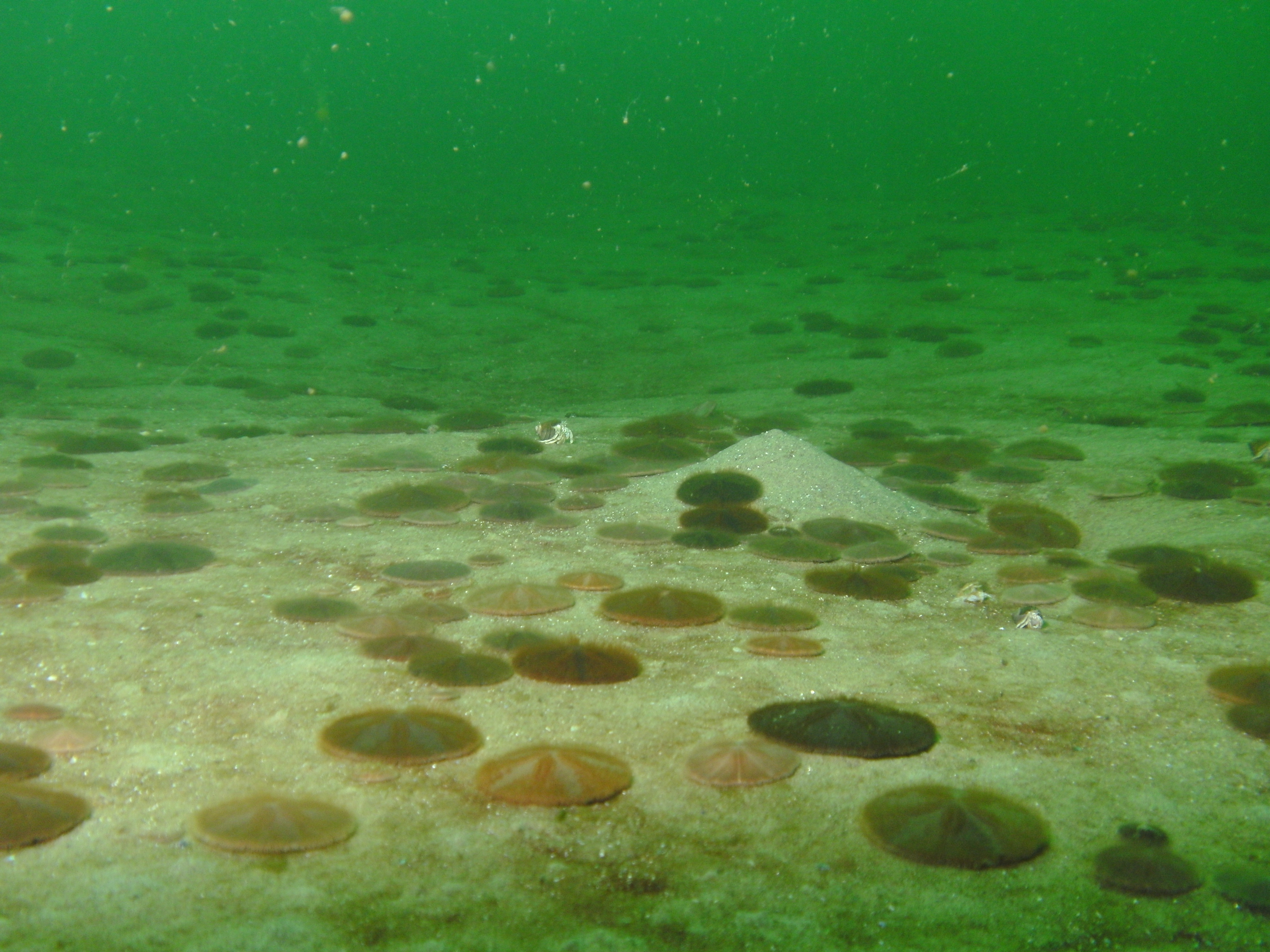
Agrégation d’Echinarachnius parma en Atlantique.

Les oursins irréguliers ont tous un régime sédimentivore : leurs radioles et podia filtrent le sédiment et en acheminent les particules nutritives jusqu'à la bouche, souvent via des sillons buccaux. On distingue deux morpho-groupes : les Atelostomata sont dépourvus de mâchoire et se nourrissent en ingérant directement du sédiment trié par les podia buccaux, pour en digérer la fraction organique ; les Neognathostomata, au contraire, ont restauré l'usage d'une petite mâchoire qui leur permet de broyer des animaux calcifiés tels que des foraminifères.
Tous ces oursins vivent plus ou moins enfouis dans le sédiment, parfois complètement (endogés) : ils respirent alors par une « cheminée ». Pour échapper aux prédateurs, de nombreuses espèces vivent enfouies le jour et émergent la nuit pour se nourrir du sédiment.
Les oursins fouisseurs peuvent atteindre des densités de populations extrêmement importantes, et forment une partie significative de la biomasse des grands fonds sablo-vaseux : de par leur régime filtreur, ils constituent ainsi des animaux d'une grande importance dans les processus biologiques à l'échelle de la Terre, et sont de grands pourvoyeurs de services écosystémiques.

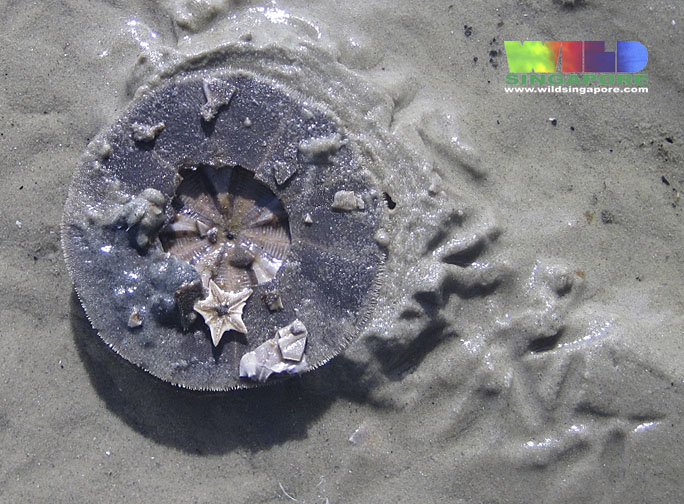
Cet Arachnoides placenta endommagé laisse échapper sa lanterne d'Aristote aplatie, typique des Neognathostomata.

## Classification

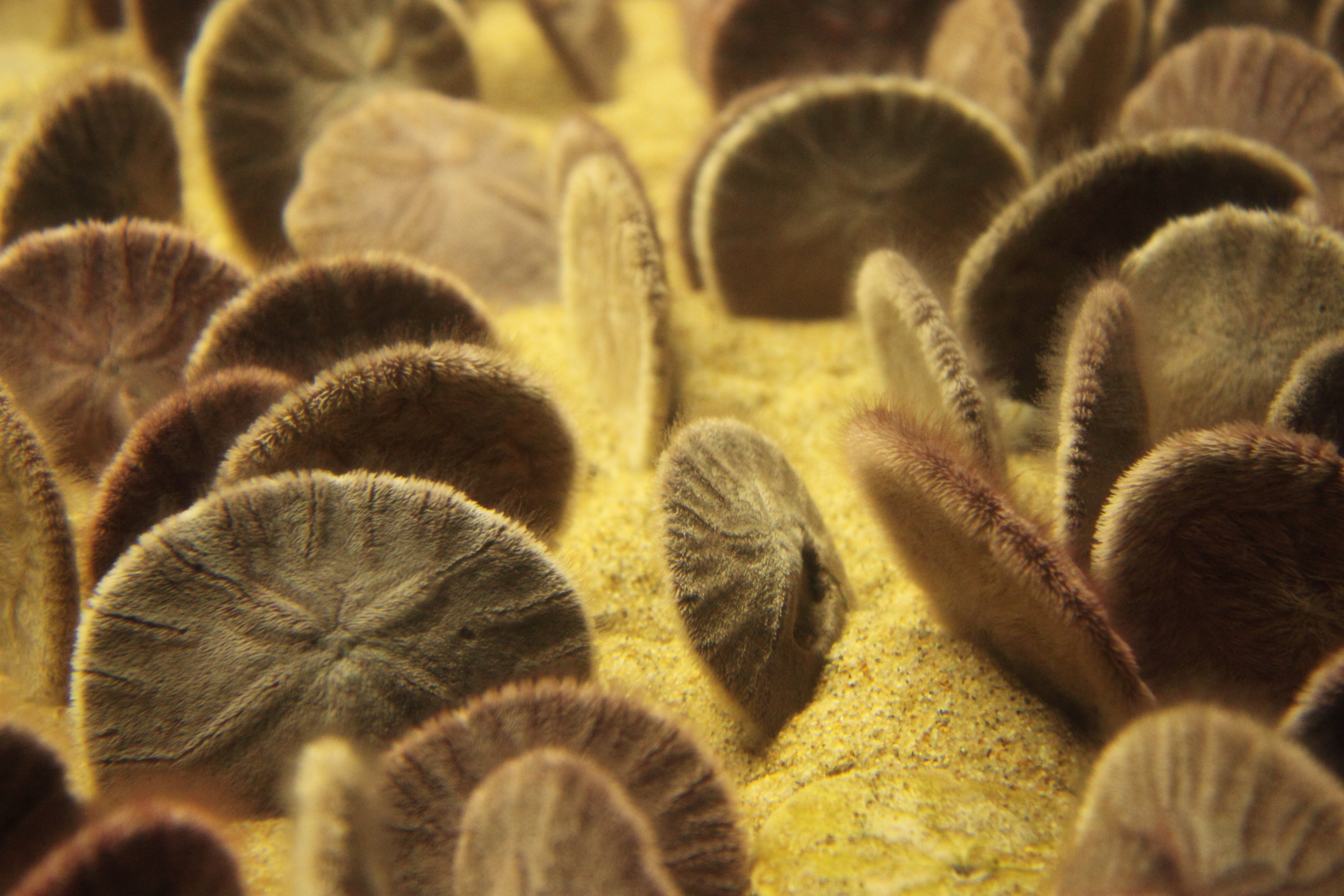
« Dollars des sables » vivants au Monterey Bay Aquarium.

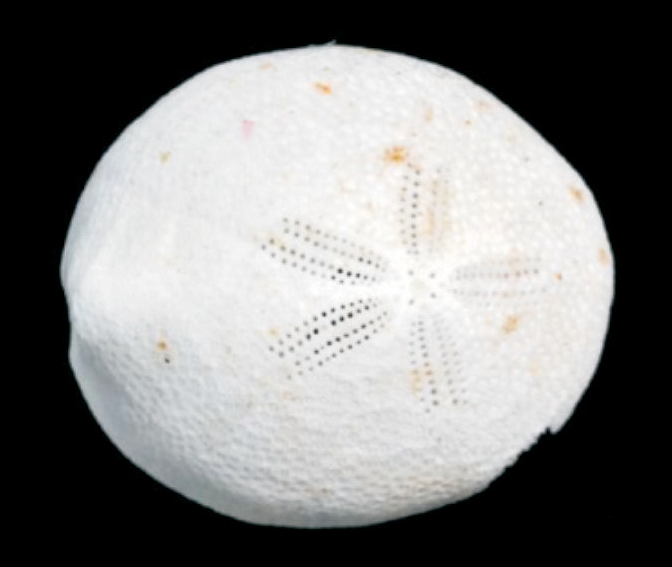
Certaines espèces demeurent encore non-assignées, comme cet Oligopodia epigonus.

L'existence longtemps discutée de ce taxon fut définitivement entérinée par Kroh & Smith (2010), même s'il n'est pas encore reconnu par toutes les bases de données phylogénétiques comme ITIS. Il a été considérablement réarrangé en 2022 sur la base d'une étude combinant génomique et données paléontologiques.
On compte actuellement cinq grands ordres d'oursins irréguliers ayant des représentants vivants, dont deux seulement sont bien représentés en termes d'espèces et d'abondance : les spatangues ou « oursins-cœur » (Spatangoida) et les oursins plats ou « dollars des sables » (Clypeasteroida).
Liste des ordres selon World Register of Marine Species (19 novembre 2013) : 
- super-ordre Atelostomata Zittel, 1879
  - ordre Holasteroida Durham & Melville, 1957
  - ordre Spatangoida Claus, 1876 -- « oursins-cœur »
  - famille Acrolusiidae Mintz, 1968 †
  - famille Collyritidae d'Orbigny, 1853 †
  - famille Disasteridae Gras, 1848 †
  - famille Tithoniidae Mintz, 1968 †
- super-ordre Neognathostomata Smith, 1981
  - famille Apatopygidae Kier, 1962
  - ordre Echinoneoida H. L. Clark, 1925
    - super-famille Conulidea Kroh & Smith, 2010 †
      - famille Conulidae Lambert, 1911a †
      - famille Galeritidae Gray, 1825 †
      - famille Neoglobatoridae Endelman, 1980 †

    - famille Echinoneidae L. Agassiz & Desor, 1847

  - super-ordre Luminacea Mongiardino Koch, Thompson, Hiley, McCowin, Armstrong, Coppard, Aguilera, Bronstein, Kroh, Mooi & Rouse, 2022 
    - ordre Clypeasteroida A.Agassiz, 1872 -- « oursins-biscuits »
      - sous-ordre Clypeasterina Agassiz, 1835
        - famille Clypeasteridae L. Agassiz, 1835
        - famille Fossulasteridae Philip & Foster, 1971 †
        - famille Scutellinoididae Irwin, 1995 †

      - famille Conoclypidae von Zittel, 1879 †
      - famille Faujasiidae Lambert, 1905 †
      - famille Oligopygidae Duncan, 1889 †
      - famille Plesiolampadidae Lambert, 1905 †

    - ordre Echinolampadacea Mongiardino Koch et al., 2018 
      - sous-ordre Cassiduloida Claus, 1880
        - Super-famille Cassidulina (Philip, 1963b)
          - famille Cassidulidae (L. Agassiz and Desor, 1847)

        - Super-famille Neolampadina (Philip, 1963b)
          - famille Neolampadidae (Lambert, 1918a)
          - famille Pliolampadidae (Kier, 1962) †

        - genre Kassandrina Souto & Martins, 2018

      - sous-ordre Echinolampadoida Kroh & Smith, 2010
        - famille Echinolampadidae Gray, 1851a

      - sous-ordre Scutelloida Mongiardino Koch et al., 2018 -- « dollars des sables »
        - infra-ordre Laganiformes Desor, 1847
          - famille Fibulariidae Gray, 1855
          - famille Laganidae Desor, 1858

        - infra-ordre Scutelliformes Haeckel, 1896
          - famille Echinarachniidae Lambert in Lambert & Thiéry, 1914
          - famille Eoscutellidae Durham, 1955 †
          - famille Protoscutellidae Durham, 1955 †
          - famille Rotulidae Gray, 1855
          - super-famille Scutellidea Gray, 1825
            - famille Abertellidae Durham, 1955 †
            - famille Astriclypeidae Stefanini, 1912
            - famille Dendrasteridae Lambert, 1900
            - famille Mellitidae Stefanini, 1912
            - famille Monophorasteridae Lahille, 1896 †
            - famille Scutasteridae Durham, 1955 †
            - famille Scutellidae Gray, 1825

          - famille Taiwanasteridae Wang, 1984

        - famille Scutellinidae Pomel, 1888a †

  - famille Archiaciidae Cotteau & Triger, 1869 †
  - famille Clypeidae Lambert, 1898 †
  - famille Clypeolampadidae Kier, 1962 †
  - famille Nucleolitidae L. Agassiz & Desor, 1847 †
  - famille Pygaulidae Lambert, 1905 †
- ordre Holectypoida Duncan, 1889 †
  - famille Anorthopygidae Wagner & Durham, 1966b †
  - famille Coenholectypidae Smith & Wright, 1999 †
  - famille Discoididae Lambert, 1900 †
  - famille Holectypidae Lambert, 1900 †
- famille Desorellidae Lambert, 1911a †
- famille Galeropygidae Lambert, 1911a †
- famille Menopygidae Lambert, 1911 †
- famille Pygasteridae Lambert, 1900 †
- famille Pygorhytidae Lambert, 1909b †
- genre Oligopodia Duncan, 1889
- genre Atlasaster Lambert, 1931 †
- genre Grasia Michelin, 1854 †
- genre Mesodiadema Neumayr, 1889 †

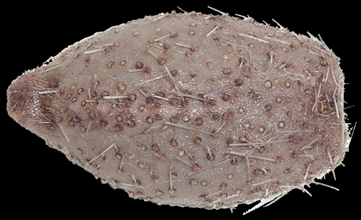
Pourtalesia wandeli (Holasteroida).
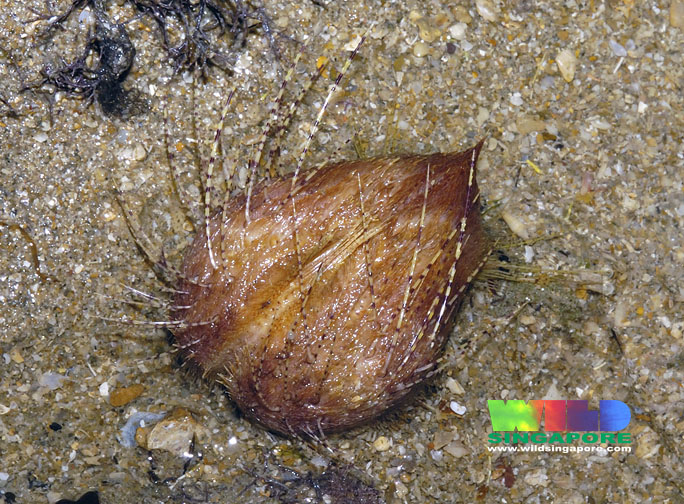
Lovenia elongata (Spatangoida)
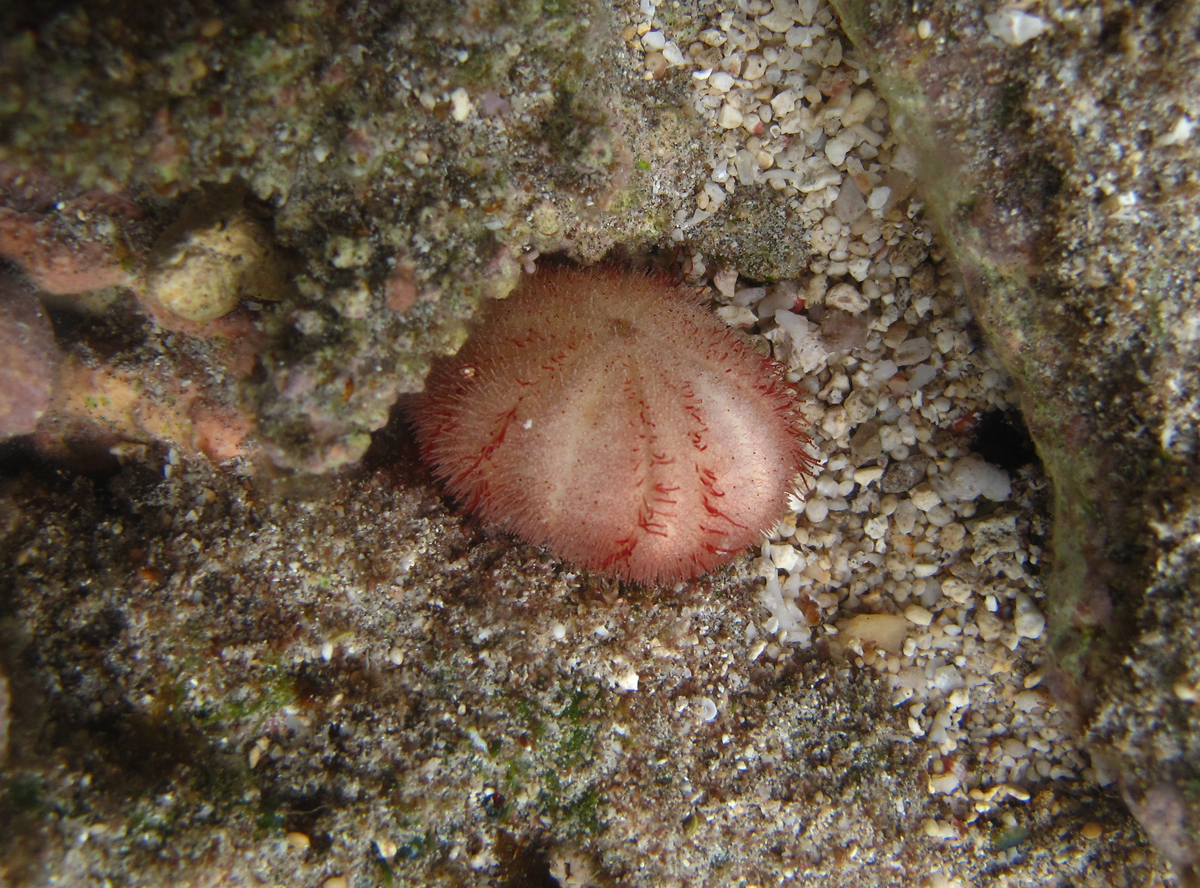
Echinoneus cyclostomus (Echinoneoida).
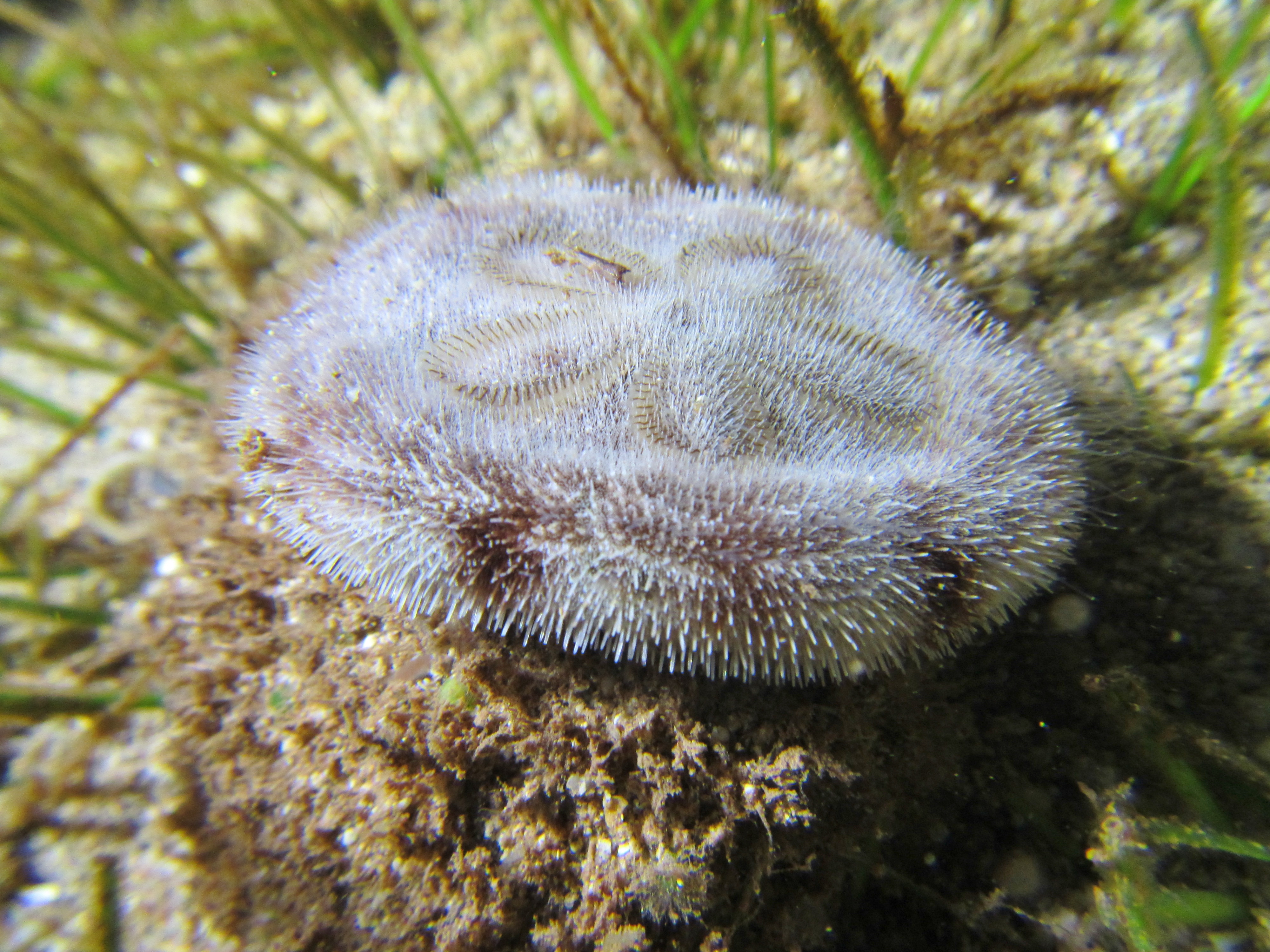
Clypeaster reticulatus (Clypeasteroida).
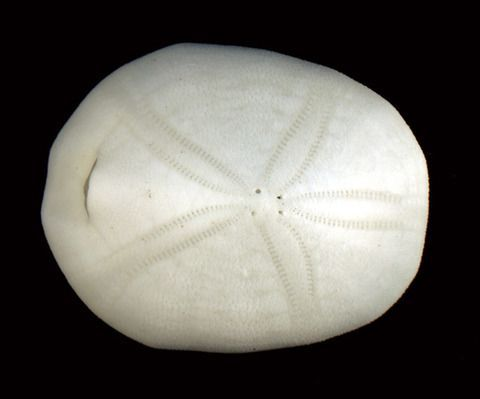
Cassidulus caribaearum (Cassiduloida).
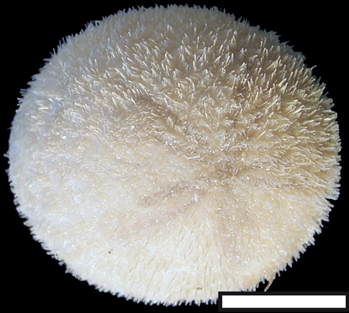
Echinolampas depressa (Echinolampadoida).
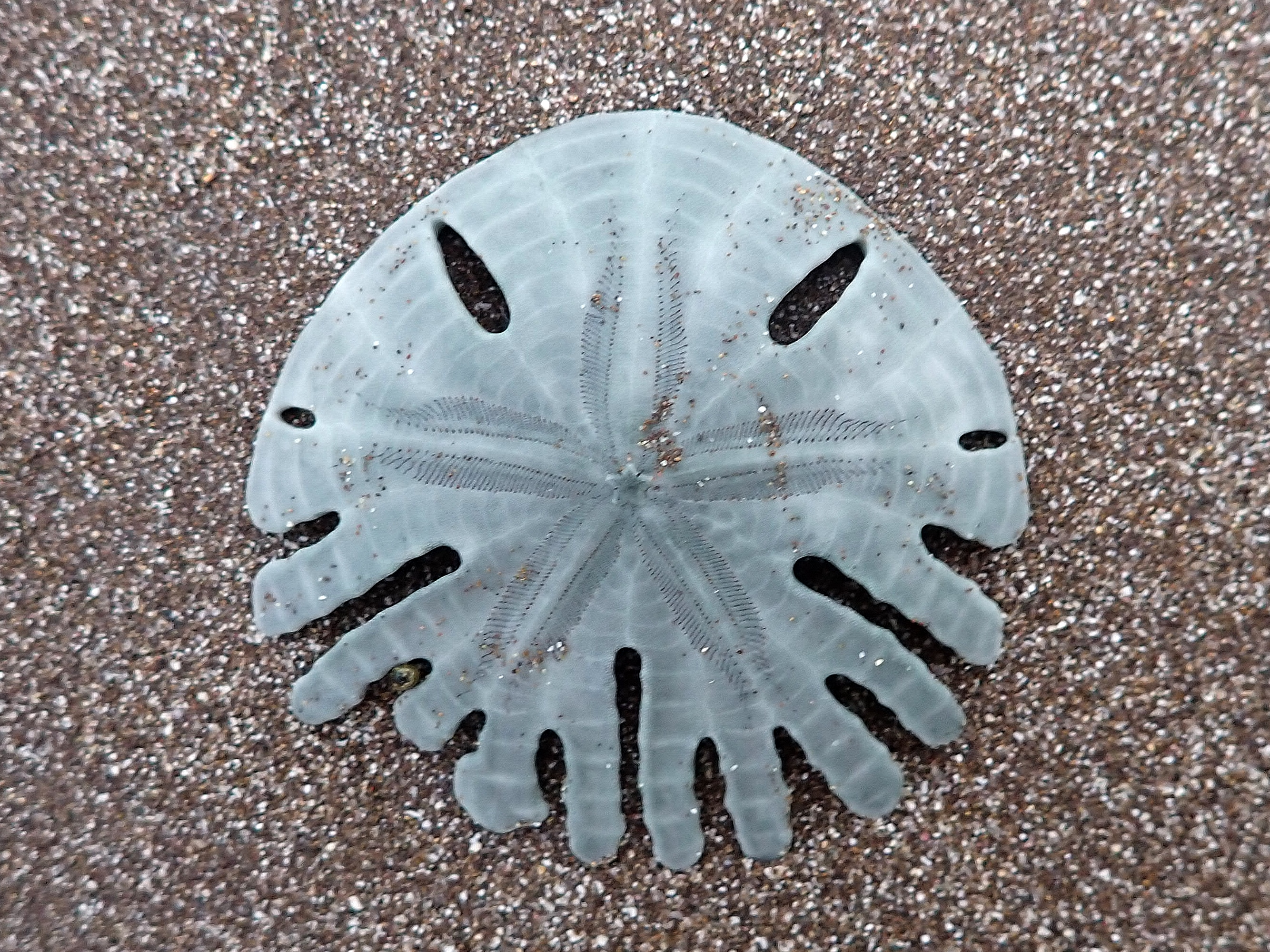
Rotula deciesdigitatus (Scutelloida).
Fossile d'Holectypus depressus (Holectypoida).